# 約納瓦區
約納瓦區是立陶宛考那斯縣内的市镇，行政中心为約納瓦市。市镇面積为944平方公里，2020年人口数量为41,163人。